# Belfastada
Belfastada é a designação dada à sublevação militar contra o regime miguelista desencadeada em 1828 a partir do Porto com o desembarque de um grupo de exilados liberais vindos de Inglaterra a bordo do navio Belfast (daí o nome dado ao evento).
Esta ofensiva liberal não teve êxito, pelo que os liberais foram obrigados a refugiar-se no navio e partir de novo para Inglaterra.